# Brunyola
Brunyola est une commune de la comarque de la Selva dans la province de Gérone en Catalogne (Espagne).